# Baby I
"Baby I" is een nummer van de Amerikaanse zangeres Ariana Grande, afkomstig van haar debuutalbum Yours Truly. Het is de opvolger van "The Way". Het werd op 22 juli 2013 uitgebracht. De officiële muziekvideo kwam op 6 augustus 2013 uit op Grandes YouTubekanaal. Het is geschreven door Kenneth Edmons, Antonio Dixon en Patrick Smith en geproduceerd door Kenneth Edmons en Antonio Dixon.

## Hitnoteringen
In Japan is het nummer met goud bekroond. Het haalde hier de zesde plaats. In de Verenigde Staten haalde het de 21e plaats en in de Nederlandse Single Top 100 de 39e plaats. In Canada piekte het in de top 60.

## Hitnoteringen in Nederland

### NederlandseSingle Top 100
| Hitnotering: 03-08-2013 t/m 10-08-2013 | Hitnotering: 03-08-2013 t/m 10-08-2013 | Hitnotering: 03-08-2013 t/m 10-08-2013 | Hitnotering: 03-08-2013 t/m 10-08-2013 |
| Week:                                  | 1                                      |                                        |                                        |
| -------------------------------------- | -------------------------------------- | -------------------------------------- | -------------------------------------- |
| Positie:                               | 39                                     | uit                                    |                                        |

## Uitgaven
| Land                | Datum        | Formaat        | Label    |
| ------------------- | ------------ | -------------- | -------- |
| Verenigd Koninkrijk | 22 juli 2013 | Muziekdownload | Republic |